# 아드리안 미할체아
아드리안 두미트루 미할체아(루마니아어: Adrian Dumitru Mihalcea, 1976년 5월 24일 ~ )는 루마니아의 축구 감독으로, 선수 시절 포지션은 스트라이커였다.
K리그 2005 시즌 전남 드래곤즈에서 3경기에 출전하여 1골을 기록하였다. 당시 등록명은 아드리안이었다.